# Tetrasarus pictulus
Tetrasarus pictulus là một loài bọ cánh cứng trong họ Cerambycidae.